# Mitromorpha incerta
Mitromorpha incerta is een slakkensoort uit de familie van de Mitromorphidae. De wetenschappelijke naam van de soort is voor het eerst geldig gepubliceerd in 1902 door Pritchard & Gatliff.